# Florian Fisch (Schauspieler)
Florian Fisch (* 1978 in München) ist ein deutscher Film- und Theaterschauspieler.

## Leben
Fisch studierte nach seinem Abitur zunächst Wirtschaftsingenieurwesen, bevor er sich umentschied und von 2002 bis 2005 eine Ausbildung im Schauspielstudio Gmelin (München) absolvierte. Danach begann er ohne festes Engagement als Schauspieler im Großraum München zu arbeiten. Häufig ist er in verschiedenen Aufführungen des Sensemble Theaters in Augsburg zu Gast. Am Teamtheater in München war er als „Danceny“ in Gefährliche Liebschaften sowie als „Cléante“ in Molières Der Geizige bei den Weilheimer Festspielen zu sehen. 2005 erhielt er vom Kreisbezirk Oberbayern den Lore-Bronner-Preis. Zudem gibt er Lesungen und wirkt in Kurzfilmen und Fernsehbeiträgen mit.

## Theatrografie (Auswahl)
- 2010/11: Barbie, schieß doch!
- 2010/11: Familienglück! Champagner!
- 2011/12: Quiz-Show
- 2011/12: Vater Mutter Geisterbahn
- 2013/14: Oleanna – ein Machtspiel (als John)

## Filmografie
- 2004: Die sieben Todsünden
- 2007: Soulfood
- 2012: Die Neonazijägerinnen
- 2013: Kummt a Vogerl...